# Rio Casca
Rio Casca là một đô thị thuộc bang Minas Gerais, Brasil. Đô thị này có diện tích 384,174 km², dân số năm 2007 là 14496 người, mật độ 39,5 người/km².